# Winterbourne (Berkshire)
Winterbourne est une paroisse civile et un village du Berkshire, en Angleterre.